# غرانت ديفيز (كاياكير)
غرانت ديفيز (بالإنجليزية: Grant Davies)‏ هو راكب الكنو أسترالي، ولد في 11 سبتمبر 1963 في Southport, Queensland ‏ في أستراليا.

## وصلات خارجية
- غرانت ديفيز على موقع أوليمبيديا (الإنجليزية)
- غرانت ديفيز على موقع اللجنة الأولمبية الأسترالية (الإنجليزية)